# Прушково (Великопольське воєводство)
Прушково (пол. Pruszkowo) — село в Польщі, у гміні Веліхово Ґродзиського повіту Великопольського воєводства.
Населення — 126 осіб (2011).
У 1975-1998 роках село належало до Познанського воєводства.

## Демографія
Демографічна структура станом на 31 березня 2011 року:
|          | Загалом | Допрацездатний вік | Працездатний вік | Постпрацездатний вік |
| -------- | ------- | ------------------ | ---------------- | -------------------- |
| Чоловіки | 67      | 17                 | 43               | 7                    |
| Жінки    | 59      | 17                 | 27               | 15                   |
| Разом    | 126     | 34                 | 70               | 22                   |